# Frjentsjerter Feart
Le Frjentsjerter Feart (en néerlandais Franekervaart) est un canal de la Frise.
Le canal relie les villes de Franeker et Sneek, en passant par Rien, Tirns, Welsrijp et Winsum.